# Йоганес Мюллер Ааргауський
Йоганес Мюллер, псевдонім — «Ааргауський» (нім. Johannes Müller Argoviensis, 1828–1896) — швейцарський ботанік та міколог.

## Біографія
Йоганнес Мюллер народився у комуні Тойфенталь 9 травня 1828 року.
Він працював разом з Огюстеном Декандолем (1778-1841) у Женеві. Мюллер Ааргауський займався вивченням тропічних лишайників. У 1868 році він став професором ботаніки. Йоганнес зробив значний внесок у ботаніку, описавши багато видів рослин.
Йоганнес Мюллер помер у Женеві 28 січня 1896 року.

## Наукова діяльність
Йоганнес Мюллер спеціалізувався на папоротеподібних, мохоподібних, водоростях, насіннєвих рослинах та на мікології.

## Вшанування
На його честь були названі такі види рослин: Ranunculus argoviensis W.Koch, Psychotria argoviensis Steyerm. та Typha argoviensis Hausskn. ex Asch. & Graebn..